# Komet Zhu-Balam
Komet Zhu-Balam ali C/1997 L1   je dolgoperiodični komet, ki ga je prvi opazil 3. junija 1997 kitajski astronom Gin Zhu na Observatoriju Purple Mountain (okoli 250 km od Pekinga) . 8. junija pa ga je kot neodvisni odkritelj odkril še kanadski astronom David Balam.

## Značilnosti
Ocenjujejo, da ima premer okoli 10 km.